# Powstanie gorłowskie

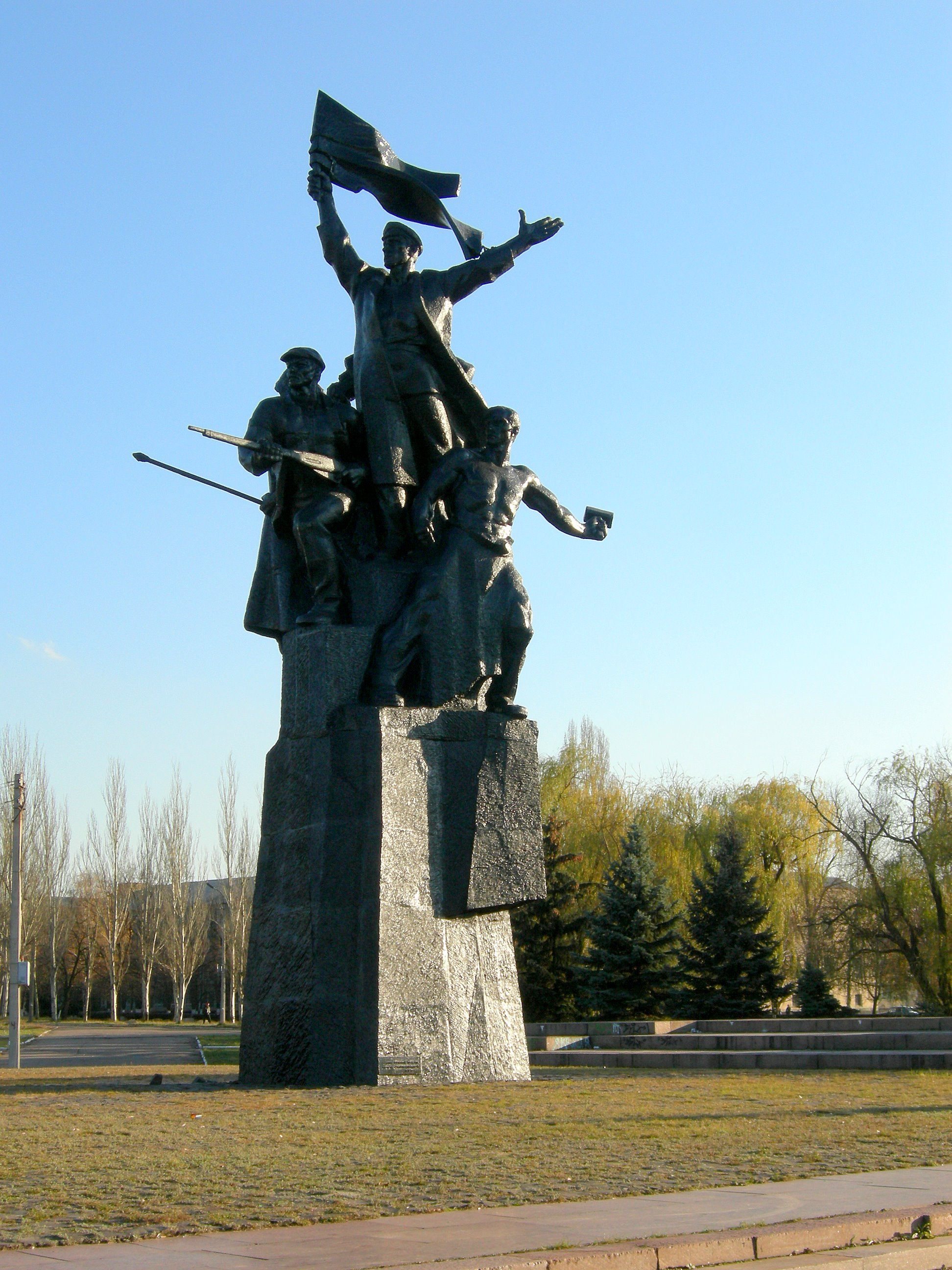
Pomnik powstańców gorłowskich w Gorłówce

Powstanie gorłowskie (ros. Горловское восстание – Gorłowskoje wosstanije; ukr. Горлівське повстання – Horliwśke powstannja) – zbrojne wystąpienie robotników z Gorłówki oraz sąsiednich ośrodków przemysłowych, jeden z epizodów rewolucji 1905. U jego podstaw leżał protest wobec warunków pracy panujących w miejscowych fabrykach. W historiografii ukraińskiej traktuje się je jako część powstania antycarskiego na Ukrainie w grudniu 1905 r. (powstanie grudniowe). Strajk generalny w Gorłówce wybuchł 9 grudnia?/22 grudnia 1905 r., zaś w powstanie zbrojne przerodził się 13 grudnia?/26 grudnia 1905 r. Wystąpienie zostało stłumione 17 grudnia?/30 grudnia 1905 r.

## Tło wydarzeń
W styczniu 1905 r. krwawa niedziela w Petersburgu stała się początkiem ruchu rewolucyjnego, który ogarniał kolejne regiony Imperium Rosyjskiego. Strajki robotnicze, protesty chłopskie oraz wystąpienia, podczas których formułowano postulaty narodowe, miały miejsce od ziem łotewskich, litewskich i estońskich, Finlandii i Królestwa Polskiego, poprzez ziemie ukraińskie, centralną Rosję po Zakaukazie, Syberię i Azję Środkową. Robotnicze protesty wybuchły również w Donbasie, w tym w Gorłówce, już kilka dni po krwawej niedzieli. W październiku 1905 r. w całej Rosji miał miejsce strajk generalny. Robotnicy z Donbasu dołączyli do niego po kilku dniach od wybuchu. 17 października car Mikołaj II wydał manifest październikowy, w którym zapowiadał nadanie mieszkańcom Rosji praw obywatelskich, w tym wolności wyznania, zrzeszania się i nietykalności osobistej, a także nadanie Dumie Państwowej władzy ustawodawczej. Wbrew jego nadziejom wydanie manifestu nie zakończyło wydarzeń rewolucyjnych, również dlatego, że partie rewolucyjne – eserowcy i bolszewicy – nie były usatysfakcjonowane ustępstwami cara i dążyły do wywołania powstania zbrojnego. W Gorłówce partie polityczne nie odegrały jednak wiodącej roli. Aprobowały rezolucje przyjmowane przez komitety tworzone przez robotników, przede wszystkim kolejarzy, ale nie były inicjatorkami akcji strajkowej.

## Przebieg powstania
9 grudnia?/22 grudnia 1905 r., na wieść o planowanym zbrojnym wystąpieniu robotników w Moskwie, robotnicy kolejowi z Jekaterynosławia utworzyli komitet strajkowy i rozpoczęli protest na całej Jekaterynosławskiej linii kolejowej, łączącej zagłębia Donieckie i Krzyworoskie. Do strajku dołączyły również załogi fabryk i robotnicy ze stacji kolejowych w Donieckim Zagłębiu Węglowym. W Gorłowce strajk rozpoczął się tego samego dnia, co w Jekaterynosławiu; lokalny komitet strajkowy postanowił ogłosić przerwanie pracy przez wszystkie zakłady w mieście. Sytuacja w Gorłówce była napięta już w poprzednich dniach, po tym, gdy dyrekcja fabryki budowy maszyn ogłosiła skrócenie dnia pracy z 10 do 6 godzin, co dla pracowników oznaczało też utratę 40-50% zarobków. Dyrektor zakładu zapowiedział również, że pracownicy, którzy nie zgodzą się na nowe warunki, zostaną 17 grudnia?/30 grudnia 1905 r. zwolnieni z pracy. 9 grudnia?/22 grudnia 1905 r. w Gorłówce utworzono komitet koordynacyjny, do którego weszli robotnicy z różnych zakładów i który faktycznie działał jak powstałe w innych miastach podczas rewolucji 1905 r. rady delegatów robotniczych.  
10 grudnia?/23 grudnia 1905 r. strajk rozszerzył się na sąsiednie ośrodki przemysłowe. Robotnicy stworzyli drużyny bojowe, dowódcami których zostali T. Bondariew, Andriej Grieczniew-Czernow, I. Krot'ko oraz I. Mazanow. W celu zakupu broni robotnicy zabrali 300 rubli z kasy na stacji kolejowej w Gorłówce oraz ogłosili zbiórkę wśród mieszkańców miasta, ostatecznie gromadząc ok. 1000 rubli. Dwójka delegatów komitetu koordynacyjnego udała się następnie do Taganrogu, by tam pozyskać broń. W Gorłówce odbywały się również masowe zgromadzenia robotników. 13 grudnia?/26 grudnia 1905 r. oraz w dniu następnym w Awdiejewce i Jasynuwatej doszło do starć między uzbrojonymi robotnikami a wojskiem.  
16 grudnia?/29 grudnia 1905 r. członkowie komitetu strajkowego w fabryce maszyn w Gorłówce udali się do dyrekcji zakładu, by zażądać odwołania wcześniejszych decyzji o skróceniu czasu pracy i obniżeniu zarobków. Towarzyszyło im około tysiąca pracowników zakładu razem z rodzinami. Dyrektor fabryki odmówił, na co strajkujący zagrozili mu bronią. Na teren zakładu przybyło wojsko i policja, żądając od robotników wydania przywódców strajku. Gdy zgromadzeni odmówili, policja i wojsko oddały strzały do robotników. Zginęło 18 osób, a ponad 50 zostało rannych. 
Na wieść o tych wydarzeniach, na wezwanie przywódców strajku Andrieja Grieczniewa i Ilji Snieżki, do Gorłówki przybyło ok. 4 tys. robotników z Jasynuwatej, Awdiejewki, Debalcewa, Charcyska, Jenakijewa, Kadijewki, Griszyna. Dołączyli do nich również zrewoltowani chłopi z pobliskich wsi. Większość z nich była słabo uzbrojona w broń białą. Rewolwery, rusznice lub strzelby miało jedynie kilkuset. Przywódcy strajku podzielili zebranych na trzy grupy uderzeniowe i opracowali plan zbrojnego powstania. 17 grudnia?/30 grudnia 1905 r. powstańcom udało się zmusić stacjonujących w Gorłówce żołnierzy do odejścia z koszar. Wojska zostały jednak wzmocnione przez oddział Kozaków z Jenakijewa i ostatecznie jeszcze tego samego dnia wyparły robotnicze drużyny w kierunku stacji kolejowej, po czym ostatecznie je rozbiły. Podczas starcia zginęło, według różnych źródeł, kilkudziesięciu lub około 300 robotników, zaś ok. 500 zostało schwytanych na miejscu walki i uwięzionych. Pozostałym walczącym udało się uciec z Gorłówki, Andriej Grieczniew z pomocą bolszewików zbiegł za granicę. Strajk na kolei na Donbasie trwał jeszcze tydzień po stłumieniu powstania w Gorłówce i zakończył się dopiero po wprowadzeniu wojska na wszystkie stacje kolejowe. 
Po ponad dwuletnim śledztwie, w 1908 r. przed sądem stanęło 133 robotników. Za organizatorów walk uznano 92 oskarżonych, z czego 32 zostało skazanych na śmierć. Proces odbył się w Jekaterynosławiu, przed sądem wojskowym. Ośmiu powstańców odmówiło złożenia prośby o łaskę do cara Mikołaja II. 8 września?/21 września 1909 r. zostali straceni przez powieszenie na dziedzińcu więzienia w Jekaterynosławiu. Pozostałym karę śmierci zamieniono na dożywotnią katorgę.

## Upamiętnienie
W 1980 r. w Gorłówce został wzniesiony kompleks pomnikowy ku czci powstania. Składa się on z pomnika powstańców oraz dwóch niższych kamieni z płaskorzeźbami przedstawiającymi pracę górników na początku XX w., ubóstwo panujące wśród robotników, a także wolę walki i odwagę w obliczu represji. W 1930 r. w pobliżu fabryki budowy maszyn w Gorłowce zawieszono tablicę pamiątkową informującą, iż w tym miejscu w walce z Kozakami stracił rękę rewolucjonista Aleksandr Kuzniecow, jeden z ośmiu uczestników powstania, którzy zostali skazani na śmierć i straceni. W 1955 r. kolejny pomnik został zbudowany na miejscu starcia robotniczych drużyn z wojskiem. Zbrojne powstanie robotników Donbasu jest tematem jednej z mozaik na stacji Kijewskaja linii okrężnej metra moskiewskiego.